# フランツ・エピヌス
フランツ・エピヌス（Franz Ulrich Theodor Aepinus、1724年12月13日 - 1802年8月10日）は、ドイツの天文学者、物理学者、数学者である。

## 人物
ロストックに生まれた。学者の家の生まれで、先祖には神学者のヨハネス・エピヌス（Johannes Aepinus、1499年 - 1553年）がいる。父もロストック大学の神学の教授であった。薬学を学んだ後、物理学や数学に転じ、プロイセン科学アカデミーのメンバーとなった。1755年にベルリン天文台の所長に任じられた。1757年にロシアに招かれ、ロシア科学アカデミーのメンバーとなり、サンクトペテルブルク大学の物理学の教授となった。1798年に引退するまでロシアに留まった後、ドルパート（タルトゥ）で暮らした。
電磁気学の理論的、実験的な研究で知られ、1759年のTentamen Theoriae Electricitatis et Magnetismi (An Attempt at a Theory of Electricity and Magnetism) が代表的な著書であり、電磁気学の理論に数学を導入した。誘電体の結晶やその一部に熱を加えて温度を変化させるとその表面の両端に正負に分極された電荷が生じる、焦電効果の発見者とされることもある。